# Heidkopf (Schmallenberg)
Der Heidkopf bei Jagdhaus im nordrhein-westfälischen Hochsauerlandkreis ist ein 665,9 m ü. NHN hoher Berg im Rothaargebirge.

## Geographie

### Lage
Der Heidkopf liegt im Mittelteil des Rothaargebirges im Naturpark Sauerland-Rothaargebirge. Sein Gipfel erhebt sich rund 5 km südlich von Schmallenberg, 3 km südsüdöstlich von dessen Ortsteil Fleckenberg und 400 m (jeweils Luftlinie) nordwestlich von dessen Ortsteil Jagdhaus. Der Berg gehört zu einem Höhenzug, der in nordwestlicher Richtung vom Gebirgshauptkamm abzweigt und die nach Nordwesten abfließenden Lenne-Zuflüsse Latrop im Nordosten und Uentrop (Üntrop) im Westen voneinander trennt; die Uentrop wird vom südlich der Erhebung bei Latrop entspringenden Bach Weinkännchen gespeist. Auf seiner Südflanke liegt das nach der dort stehenden St.-Hubertus-Kapelle benannte Kapellenwäldchen, das als Naturdenkmal ausgewiesen ist.

### Naturräumliche Zuordnung
Der Heidkopf gehört in der naturräumlichen Haupteinheitengruppe Süderbergland (Nr. 33), in der Haupteinheit Rothaargebirge (mit Hochsauerland) (333) und in der Untereinheit Westrothaarhöhen (333.4) zum Naturraum Westliche (Rüsper) Rothaar (333.41), wobei seine Landschaft nach Nordosten zur Latrop hin in der Untereinheit Winterberger Hochland (333.5) und dessen Teil Östliche (Kühhuder) Rothaar (333.52) in den Naturraum Latropschlucht (333.521) abfällt.

## Schutzgebiete
Auf der Nordost- und Ostflanke des bewaldeten Heidkopfs liegen Teile des Naturschutzgebiets Waldreservat Schanze (nördliche Teilfläche) (CDDA-Nr. 389939; 2008 ausgewiesen; 21,02 km² groß). Südlich schließen sich, jenseits von Latrop, auf der Südflanke vom Hauptkamm des Rothaargebirges Bereiche des NSG Rothaarkamm am Grenzweg (CDDA-Nr. 329598; 2004; 38,4 km²) an. Auf dem Berg befinden sich Teile des Landschaftsschutzgebiets Rothaargebirge (Hochsauerlandkreis-Teilfläche 1) (CDDA-Nr. 323981; 1994; 140,53 km²) und auf der Südflanke des Gebirgskamms solche des LSG Rothaargebirge (Kreis Siegen-Wittgenstein) (CDDA-Nr. 555550027; 299,42 km²). Zudem liegen auf der Erhebung Teile des Fauna-Flora-Habitat-Gebiets Schanze (FFH-Nr. 4816-302; 61,62 km²).

## Verkehr und Wandern
Über die Ostflanke des Heidkopfs verläuft, von der Bundesstraße 236 im Norden kommend und durch Fleckenberg führend, die Jagdhäuser Straße, die jenseits der Erhebung nach und durch Jagdhaus und dann im Kreis Siegen-Wittgenstein als Kreisstraße 42 nach Wingeshausen führt. Zum Beispiel an dieser Straße beginnend kann man auf Waldwegen und -pfaden die Erhebung erwandern. Östlich des Heidkopfs kreuzt die Straße der Rothaarsteig, auf dem man in südlicher Gipfelnähe durch das Kapellenwäldchen laufen kann.